# Jakov Puljić
Jakov Puljić (ur. 4 sierpnia 1993 w Vinkovci) – chorwacki piłkarz występujący na pozycji napastnika w węgierskim klubie Puskás Akadémia FC.

## Kariera klubowa
Grę w piłkę nożną rozpoczął w wieku 7 lat w szkółce klubu HNK Cibalia z rodzinnego miasta Vinkovci, gdzie przeszedł przez wszystkie szczeble juniorskie. 30 listopada 2011 rozegrał pierwszy mecz na poziomie seniorskim przeciwko NK Vinogradar (1:1) w ćwierćfinale Pucharu Chorwacji. W grudniu tegoż roku odbył testy w Olympique Marsylia. W rundzie wiosennej sezonu 2011/12 trener Samir Toplak włączył go w szeregi zespołu seniorów. 3 marca 2012 zadebiutował w 1. HNL w spotkaniu z NK Karlovac, wygranym 2:0. W sezonie 2013/14, po spadku HNK Cibalia do 2. HNL, stał się zawodnikiem podstawowego składu. W sezonie 2014/15 z 16 golami został drugim najskuteczniejszym strzelcem ligi, ustępując Iliji Nestorowskiemu (24 bramki dla NK Inter Zaprešić).
W czerwcu 2015 roku Puljić podpisał czteroletni kontrakt z NK Lokomotiva, prowadzoną przez Ante Čačicia. Miesiąc później zadebiutował w europejskich pucharach w meczu z Airbus UK Broughton FC (2:2) w kwalifikacjach Ligi Europy 2015/16. W rozgrywkach 1. HNL pełnił on funkcję zmiennika dla graczy formacji pomocy i ataku. W styczniu 2016 roku został wypożyczony na okres jednej rundy do NK Inter Zaprešić, gdzie o jego przyjście zabiegał Samir Toplak. Po wygaśnięciu okresu wypożyczenia został piłkarzem tego klubu na zasadzie transferu definitywnego. Łącznie przez 1,5 roku rozegrał dla NK Inter 50 ligowych spotkań, w których strzelił 17 goli. W sierpniu 2017 roku przeniósł się do HNK Rijeka. Jesienią tego samego roku zanotował 4 występy w fazie grupowej Ligi Europy 2017/18, w której zdobył bramkę z rzutu wolnego w meczu z AC Milan (2:0). W sezonie 2018/19 z 16 bramkami zajął 3. miejsce w klasyfikacji strzelców 1. HNL, zanotował ponadto 10 asyst. Latem 2019 roku doznał kontuzji mięśni brzucha, która wymusiła trzymiesięczną rekonwalescencję. Po dojściu do pełnej sprawności nie zdołał wygrać rywalizacji o miejsce w podstawowym składzie z Franko Andrijaševiciem, Antonio Čolakiem i Alexandrem Gorgonem.
W lutym 2020 roku został kupiony przez Jagiellonię Białystok prowadzoną przez Iwajło Petewa, z którą podpisał dwuipółletnią umowę. 16 lutego zaliczył debiut w Ekstraklasie w zremisowanym 0:0 spotkaniu przeciwko Koronie Kielce.

## Kariera reprezentacyjna
W latach 2009–2012 występował w młodzieżowych reprezentacjach Chorwacji w kategorii U-16, U-17 oraz U-19, dla których łącznie rozegrał 16 spotkań i zdobył 2 bramki.

## Sukcesy
HNK Rijeka
- Puchar Chorwacji: 2018/19